# نیکلا ریس
نیکلا ریس (به فرانسوی: Nicolas Reyes) خواننده از گروه جیپسی کینگز است. 
این خواننده به سبک پاپ و فلامنکو می‌خواند.
ترانه معروف no volvere که با amor mio نیز شناخته می شود یکی از کارهای زیبا و به یادماندنی اوست.